# 2005年の政治
< 2004年 | 2005年の政治 | 2006年 >
2005年の政治（2005ねんのせいじ）では、2005年（平成17年）の政治分野に関する出来事について記述する。

## 政治関係の出来事

### 1月
- 1月1日 - 自動車リサイクル法施行。
- 1月20日 - ジョージ・W・ブッシュが2期目のアメリカ合衆国大統領に就任。
- 1月23日
  - 山形県知事選挙の投開票が実施され、新人の齋藤弘が初当選。4回目の当選を目指した現職の高橋和雄を破る。
  - 岐阜県知事選挙の投開票が実施され、新人の古田肇が初当選。
- 1月30日 - イラク国民議会選挙が行われる。

### 2月
- 2月16日 - 京都議定書発効。
- 2月20日 - ポルトガル共和国議会選挙。ジョゼ・ソクラテス書記長率いる中道左派政党の社会党（PS）が過半数議席を得て大勝。4年ぶりに与党に復帰。

### 3月
- 3月13日 - 千葉県知事選挙の投開票が実施され、現職の堂本暁子が2回目の当選。
- 3月14日 - 中華人民共和国全国人民代表大会、反国家分裂法採択。
- 3月16日 - 島根県議会で「竹島の日」条例を可決。
- 3月17日 - 韓国の盧武鉉大統領が「対日4大基調」（新韓日ドクトリン）を発表。

### 4月
- 4月1日
  - 個人情報保護法全面施行。
  - ペイオフ完全施行。
  - 日本メキシコFTA協定条約発効。
- 4月15日 - 衆・参両憲法調査会、各議長に最終報告書を提出する。
- 4月17日 - 秋田県知事選挙の投開票が実施され、現職の寺田典城が3回目の当選。

### 5月
- 5月5日 - イギリス総選挙。与党労働党は3期連続で与党の座を回ることはできたが、議席数を大幅に下回り、得票も戦後最低レベルに留まるなど事実上敗北した。

### 6月
- 6月17日 - イラン大統領選挙（第1回投票）。
- 6月24日 - イラン大統領選挙（決戦）が行われ、マフムード・アフマディーネジャードが当選。
- 6月25日 - ブルガリア国民議会選挙。

### 7月
- 7月3日 - 東京都議会議員選挙。民主党が都議会で第2党となり、躍進。
- 7月5日 - 郵政民営化法案に反対票を投じた、滝実法務副大臣、衞藤晟一厚生労働副大臣、能勢和子環境大臣政務官、森岡正宏厚生労働大臣政務官が罷免される。
- 7月6日 ～ 8日 - 主要国首脳会議がイギリス・グレンイーグルズにて開催。
- 7月8日 - 那覇市議会議員選挙が実施される。
- 7月24日 - 静岡県知事選挙の投開票が実施され、現職の石川嘉延が4回目の当選。

### 8月
- 8月8日 - 参議院本会議にて郵政民営化法案が否決される。これを受けて、小泉首相が衆議院解散に踏み切る。なお、衆議院解散に閣議で反対し辞表を提出した島村宜伸農林水産大臣、郵政民営化法案に参議院本会議で反対票を投じるために辞表を提出した柏村武昭防衛庁長官政務官が罷免される。
- 8月17日 - 郵政民営化法案に反対した綿貫民輔・亀井静香らが国民新党を結成。
- 8月21日 - 郵政民営化法案に反対した小林興起らが田中康夫長野県知事を代表に据えて新党日本を結成。

### 9月
- 9月11日
  - 郵政解散に伴う第44回衆議院議員総選挙が行われる。結果は自民党が296議席を獲得し、結党50年目にして最大の歴史的圧勝となる。
  - 議席を大幅に失った民主党の岡田克也が代表の辞任を表明。
  - 茨城県知事選挙の投開票が実施され、現職の橋本昌が4回目の当選。
- 9月17日 - 第8回民主党代表選挙、前原誠司が、元代表菅直人を2票差で破り、代表に選ばれる。
- 9月18日
  - 先の総選挙で落選した民主党の前衆議院議員小林憲司と秘書ら3名が覚醒剤取締法違反の現行犯で逮捕された。
  - ドイツ連邦議会選挙。 連立与党の社民党と同盟90/緑の党、野党のドイツキリスト教民主同盟 / キリスト教社会同盟・自由民主党は共に過半数議席に達せず。
- 9月21日 - 第163回特別国会召集。衆参両院で首相指名選挙が行われ、小泉純一郎自民党総裁が第89代内閣総理大臣に指名される。同日第3次小泉内閣が発足。
- 9月25日　- ポーランド共和国上下両院選挙。与党の中道左派政党「民主左翼連合」が惨敗、右派政党「法と正義」と中道右派「市民プラットフォーム」が躍進した。

### 10月
- 10月1日
  - 日本道路公団、首都高速道路公団、阪神高速道路公団及び本州四国連絡橋公団の道路関係四公団が民営化。日本道路公団が東日本高速道路株式会社、中日本高速道路株式会社、西日本高速道路株式会社の3社に分割されるなど、6社に運営が引き継がれる。
  - 日米社会保障協定発効。
- 10月10日 - ドイツ、アンゲラ・メルケル内閣成立。戦後2度目となるCDU/CSUとSPDによる大連立。
- 10月14日 - 郵政民営化関連法案が成立。
- 10月15日 - イラクで新憲法草案の是非を問う国民投票が実施される。
- 10月21日 - 自由民主党党紀委員会、綿貫民輔ら衆院議員（落選した元議員も含む）7人と参院議員2人を除名処分。さらに28日には、特別国会で同法案採決を欠席した野呂田芳成衆院議員を除名処分。
- 10月23日 - 宮城県知事選挙の投開票が実施され、新人の村井嘉浩が初当選。
- 10月25日 - 小泉首相の私的諮問機関「皇室典範に関する有識者会議」が、皇位継承資格を女性・女系天皇にも拡大することで全会一致で決定。
- 10月26日
  - 沖縄県宜野湾市にある米軍普天間飛行場の移設問題で、名護市の辺野古にある、米軍キャンプ・シュワブ兵舎地区に一部を海上に突き出す形で建設することで、日米両国が基本合意。
  - 改正政治資金規正法が成立、政治団体間の献金に年間5000万円の上限が儲けられるほか、政党本部による支部の解散が可能となる。
  - 改正テロ対策特別措置法が成立、自衛隊の後方支援が1年間延長されることとなる。

- 10月31日 - 第3次小泉改造内閣が発足。

### 11月
- 11月6日 - 広島県知事選挙の投開票が実施され、現職の藤田雄山が4回目の当選。
- 11月15日 - 自由民主党結成50年（22日、立党50年大会で新憲法草案を発表する）。
- 11月9日、11月23日 - ポーランド共和国の大統領選挙。23日の決選投票で右派政党「法と正義」のレフ・カチンスキ候補が当選。

11月11日 - 郵政民営化で設立される郵政持株会社の初代社長に西川善文前三井住友銀行頭取の就任が内定。
- 11月25日 - 民主党がシンクタンク、公共政策プラットフォームを設立。
- 11月28日 - 衆議院議員で弁護士の西村眞悟が大阪地検特捜部と大阪府警察に西村議員を弁護士法違反（非弁護士との提携）容疑で逮捕される。→西村眞悟弁護士法違反事件

### 12月
- 12月4日 - 中華民国地方選挙
- 12月14日 - 第1回東アジアサミットがマレーシアのクアラルンプールで開催。
- 12月22日 - 厚生労働省が2005年の人口動態統計の年間推計を発表、日本の人口が1899年の統計開始以来初の自然減となったことが分かる。

## 死去
- 1月17日 - 趙紫陽、元中国共産党総書記・国務院総理（* 1919年）
- 2月5日 - ニャシンベ・エヤデマ、トーゴ大統領（* 1937年）
- 2月11日 - ジュムガルベク・アマンバエフ、キルギス元副首相（* 1946年）
- 2月14日 - ラフィーク・ハリーリー、レバノン首相（* 1944年）
- 3月8日 - アスラン・マスハドフ、チェチェン共和国独立派政権大統領（* 1951年）
- 3月26日 - ジェームズ・キャラハン、イギリス元首相（* 1912年）
- 6月11日 - ヴァスコ・ゴンサルヴェス、ポルトガル首相（* 1922年）
- 7月17日 - エドワード・ヒース、イギリス元首相（* 1916年）
- 8月1日 - 永岡洋治、自由民主党衆議院議員（* 1950年）
- 8月13日 - デヴィッド・ロンギ、ニュージーランド元首相（* 1942年）
- 8月14日 - 金子みつ、元衆議院議員、元日本社会党副委員長（* 1914年）
- 8月21日 - 内海英男、元自由民主党衆議院議員、建設大臣、国土庁長官 （* 1922年）
- 9月2日 - 斉藤正男、元日本社会党衆議院議員（* 1919年）
- 9月19日 - 後藤田正晴、元自由民主党衆議院議員・警察庁長官・内閣官房長官・副総理・法務大臣（* 1914年）
- 10月4日 - 渡辺武、元日本共産党参議院議員（* 1915年）
- 10月6日 - 斉藤一雄、元日本社会党衆議院議員（* 1925年）
- 10月10日 - ミルトン・オボテ、ウガンダ元大統領（*1924年）
- 10月22日 - 延亨黙、北朝鮮の国防委員会副委員長（* 1931年）
- 10月24日 - ホセ・シモン・アスコナ・デル・オヨ、ホンジュラス元大統領 （* 1927年）
- 10月26日 - 栄毅仁、中国元国家副主席（* 1916年）
- 11月1日 - 虎島和夫、元防衛庁長官・自由民主党衆議院議員
- 11月3日 - 大原一三、元農林水産大臣・自由民主党衆議院議員
- 11月6日 - ロッド・ドナルド、ニュージーランドの政治家、緑の党共同代表
- 11月9日 - コチェリル・ラーマン・ナラヤナン、インド元大統領
- 11月26日 - フランツ・シェーンフーバー、ドイツの政治家
- 11月29日 - 辻英雄、元自由民主党衆議院議員
- 12月3日 - 鎌田要人、元参議院議員・鹿児島県知事
- 12月3日 - 川崎寛治、元日本社会党衆議院議員
- 12月7日 - 阿部未喜男、元日本社会党衆議院議員
- 12月7日 - デヴァン・ナイール（Devan Nair)、シンガポールの元大統領
- 12月7日 - 中川嘉美、元公明党衆議院・参議院議員
- 12月10日 - ユージーン・マッカーシー、アメリカ合衆国上院議員
- 12月11日 - 小柳勇、元・日本社会党参議院議員
- 12月11日 - 塩田晋、元自由党衆議院議員
- 12月19日 - 滝井義高、元衆議院議員・福岡県田川市長
- 12月19日 - 田邊圀男、元自由民主党衆議院議員・山梨県知事